# Кинни, Джефф
Джефф Кинни, (англ. Jeffrey "Jeff" Kinney; род. 19 февраля 1971) — американский детский писатель, карикатурист и геймдизайнер. Среди его книг — бестселлер «Дневник слабака» (англ. Diary of a Wimpy Kid), имевший несколько продолжений. По мотивам книги в 2010 году был снят одноименный фильм, затем ещё 3 продолжения и 3 мультфильма.
Также Кинни — автор ориентированного на детей игрового сайта Poptropica.
Вырос в городе Форт-Уошингтон в штате Вашингтон, учился в Мерилендском университете (Колледж-парк) в начале 1990-х гг. В настоящее время живёт в городе Плейнвиль в штате Массачусетс, вместе с женой и двумя сыновьями.

## Книги

### Дневник слабака
1. Дневник слабака[англ.] / Diary of a Wimpy Kid (2007)
2. Дневник слабака. Родрик рулит[англ.] / Diary of a Wimpy Kid: Rodrick Rules (2008)
3. Дневник слабака. Последняя капля[англ.] / Diary of a Wimpy Kid: The Last Straw (2009)
4. Дневник слабака. Собачья жизнь[англ.] / Diary of a Wimpy Kid: Dog Days (2009)
5. Дневник слабака. Неприглядная правда[англ.] / Diary of a Wimpy Kid: The Ugly Truth (2010)
6. Дневник слабака. Предпраздничная лихорадка[англ.] / Diary of a Wimpy Kid: Cabin Fever (2011)
7. Дневник слабака. Третий лишний[англ.] / Diary of a Wimpy Kid: The Third Wheel (2012)
8. Дневник слабака. Полоса невезения[англ.] / Diary of a Wimpy Kid: Hard Luck (2013)
9. Дневник слабака. Долгая дорога[англ.] / Diary of a Wimpy Kid: The Long Haul (2014)
10. Дневник слабака. Как в старые добрые времена[англ.] / Diary of a Wimpy Kid: Old School (2015)
11. Дневник слабака. Ставки повышаются[англ.] / Diary of a Wimpy Kid: Double Down (2016)
12. Дневник слабака. Побег[англ.] / Diary of a Wimpy Kid: The Getaway (2017)
13. Дневник слабака. Глобальное потепление[англ.] / Diary of a Wimpy Kid: The Meltdown (2018)
14. Дневник слабака. Сокрушительный удар[англ.] / Diary of a Wimpy Kid: Wrecking Ball (2019)
15. Дневник слабака. На дне[англ.] / Diary of a Wimpy Kid: The Deep End (2020)
16. Дневник слабака. Звезда спорта[англ.] / Diary of a Wimpy Kid: Big Shot (2021)
17. Дневник слабака. Полный Бамперс[англ.] / Diary of a Wimpy Kid: Diper Överlöde (2022)
18. Дневник слабака. Без извилин[англ.] / Diary of a Wimpy Kid: No Brainer (2023)
19. Diary of a Wimpy Kid: Hot Mess[англ.] (2024)

### Роули Джефферсон
1. Дневник Роули, лучшего друга слабака[англ.] / Diary of an Awesome Friendly Kid: Rowley Jefferson’s Journal (2019)
2. Роули Джефферсон. Очень милое приключение / Rowley Jefferson’s Awesome Friendly Adventure (2020)
3. Роули Джефферсон. Очень милые страшилки / Rowley Jefferson’s Awesome Friendly Spooky Stories (2021)

### Дополнительные книги
1. Дневник слабака. Эту книгу сделай сам / Diary of a Wimpy Kid Do-It-Yourself-Book (2009)
2. Дневник слабака. Грег Хэффли покоряет Голливуд[англ.] / The Wimpy Kid Movie Diary (2010)
3. The Wimpy Kid Do-It-Yourself-Book (2011)
4. The Wimpy Kid Movie Diary: The Next Chapter (2017)

## Экранизации

### Кино
1. Дневник слабака / Diary of a Wimpy Kid (2010)
2. Дневник слабака 2: Правила Родрика / Diary of a Wimpy Kid: Rodrick Rules (2011)
3. Дневник слабака 3 / Diary of a Wimpy Kid: Dog Days (2012)
4. Дневник слабака 4: Долгое путешествие / Diary of a Wimpy Kid: The Long Haul (2017)

Во втором и третьем фильме в небольшой роли появился сам Джефф Кинни. Он сыграл отца Холли. В четвёртом фильме Кинни сыграл небольшую роль владельца стенда на конференции.

### Мультфильмы
1. Дневник слабака[англ.] / Diary of a Wimpy Kid (2021)
2. Дневник слабака: Правила Родрика[англ.] / Diary of a Wimpy Kid: Rodrick Rules (2022)
3. Дневник слабака: Рождественская лихорадка[англ.] / Diary of a Wimpy Kid Christmas: Cabin Fever (2023)